# Imre Turchányi
Imre Turchányi (22. února 1889 Nitrianske Rudno – 5. září 1955 Budapešť) byl československý politik maďarské národnosti a meziválečný senátor Národního shromáždění ČSR za Zemskou křesťansko-socialistickou stranu.

## Biografie
Vystudoval práva v Budapešti a Prešpurku. Pak působil v Nových Zámcích jako právník. Po roce 1918 se angažoval v odporu místních etnických Maďarů proti předání jižního Slovenska pod československou vládu, byl odsouzen k smrti, ale propuštěn na svobodu po amnestii. Byl předsedou Zemské křesťansko-socialistické strany v regionu Nové Zámky.
V parlamentních volbách v roce 1935 získal senátorské křeslo v Národním shromáždění za Zemskou křesťansko-socialistickou stranu, která v těchto volbách kandidovala v širší koalici s dalšími dvěma menšinovými politickými formacemi Maďarská národní strana a Spišská německá strana. V roce 1936 se Zemská křesťansko-socialistická strana a Maďarská národní strana sloučily a vytvořily platformu Sjednocená maďarská strana. V senátu setrval do listopadu 1938, kdy jeho mandát zanikl v důsledku změn hranic Československa.
Profesí byl dle údajů k roku 1935 advokátem v Nových Zámcích.
Po anexi jižního Slovenska k Maďarsku na podzim 1938 se stal členem Maďarského parlamentu. Po roce 1945 přesídlil do Maďarska.